# 冒煙測試 (電子)
电子学及電機工程學中的冒煙測試或送電測試是指開發中的電路第一次送電，若有元件接錯或電路短路，可能會冒煙，因此稱為「冒煙測試」。冒煙可能是因為電阻器過熱所造成。有些電路若有問題，可以用自耦變壓器供電，慢慢的將電壓加大，並且監控其電流，雖然最後電路無法正常動作，但可能可以避免冒煙的情形。
積體電路過載常會產生藍色煙雾，或稱為魔法烟雾。有些笑話是以這個為主題，將這個視為是電路中的精靈：「電路是靠藍色煙雾動作的，若讓藍色煙雾跑出來，電路就不會動作了」。